# Rudolf Dittler
Rudolf Dittler (* 2. November 1881 in Höchst am Main; † 21. Januar 1959 in Marburg) war ein deutscher Physiologe und Hochschullehrer.

## Leben
Nach dem Abitur in Karlsruhe studierte Rudolf Dittler an den Universitäten Freiburg, München, Berlin und Leipzig Medizin. In Freiburg wurde er 1901 Mitglied des Corps Rhenania. In Leipzig wurde er 1907 zum Dr. med. promoviert. 1909 habilitierte er sich dort für Physiologie, 1915 erfolgte seine Ernennung zum außerordentlichen Professor. Im Ersten Weltkrieg war er Chefarzt und Führer einer Sanitätskompanie. Unter anderem wurde er mit dem Eisernen Kreuz II. und I. Klasse ausgezeichnet. 1922 erhielt er einen Ruf als ordentlicher Professor und Direktor des Physiologischen Instituts an die Universität Marburg. Den Lehrstuhl hatte er bis 1949 inne.
Im November 1933 unterzeichnete er das Bekenntnis der deutschen Professoren zu Adolf Hitler. Er war förderndes Mitglied der SS und gehörte dem NS-Ärztebund an.
Seine experimentellen Untersuchungen beschäftigten sich mit Muskel-, Nerven- und Sinnesphysiologie.

## Schriften
- Über die Zapfenkontraktion an der isolierten Froschnetzhaut, 1906
- Über die Innervation des Zwerchfells als Beispiel einer tonischen Innervation, 1909
- Stereoskopisches Sehen und Messen, 1919
- Die elektrischen Begleiterscheinungen der Acetylcholinwirkung auf den Skelettmuskel, 1927
- Die objektiven Veränderungen der Netzhaut bei Belichtung, 1929
- Handwörterbuch der Naturwissenschaften, 10 Bde., (Herausgeber), 1930–1935
- Zusammensetzung und Herstellung der wichtigsten Nährlösungen für Versuche an überlebenden Organen. Teil 5, Band 1 des Handbuchs der biologischen Arbeitsmethoden, 1930
- Transplantation bei Tieren – Zwillinge und Zwillingsforschung, 1935
- Methoden der Untersuchung der elastischen Eigenschaften des Muskels: Mit Einschluss der Myographie 1936